# هوشنگ سیحون
هوشنگ سیحون (۳۱ مرداد ۱۲۹۹ – ۵ خرداد ۱۳۹۳) معمار، طراح، نقاش و تندیس‌ساز سرشناس و نامدار اهل ایران بود. وی استاد معماری و رئیس پیشین پردیس هنرهای زیبای دانشگاه تهران بود.
سیحون، طراح بنای یادبودی آرامگاه بوعلی‌سینا و طراح آرامگاه خیام، نادرشاه افشار، فردوسی و کمال‌الملک بوده است. او به «مرد بناهای ماندگار» شناخته می‌شود و برنده جایزه بیتا در سال ۲۰۱۲ بوده است.

## زندگی

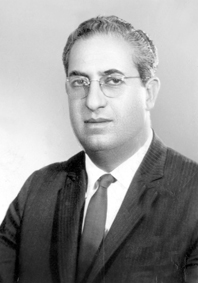
هوشنگ سیحون در جوانی

سیحون در خانواده‌ای بهائی آشنا با موسیقی به دنیا آمد. پدربزرگ مادری او میرزا عبدالله فراهانی از پیشگامان موسیقی سنتی و معروف به پدر موسیقی سنتی ایرانی بود. مادر وی، مولود خانم، از نوازندگان تار و سه‌تار و نیز دایی او احمد عبادی استاد بزرگ سه‌تار بود. پدر او «ضیاءالله سیحون» از شاگردان تار میرزا عبدالله فراهانی بود. عموی مادرش آقا حسینقلی از برجستگان موسیقی سنتی ایران و پدر علی اکبر شهنازی بود. با وجود علاقه پدر و مادر او به موسیقی، آن‌ها هیچگاه وی را برای آموختن موسیقی تحت فشار نگذاشتند. طراحی‌های کلاف خط وی برای ادای احترام به خانواده سیحون هستند.
او پس از پایان تحصیل معماری در دانشکده هنرهای زیبای دانشگاه تهران در سال ۱۳۲۳، به دعوت آندره گدار (رئیس اداره باستان‌شناسی وقت ایران) برای ادامه تحصیل راهی پاریس شد و در دانش‌سرای عالی ملی هنرهای زیبای پاریس (بوزار) طی حدود ۳ سال زیر آموزش اوتلو زاوارونی به تکمیل دانش معماری خود پرداخت و در سال ۱۹۴۹ به درجه دکترای هنر رسید. او پس از بازگشت به ایران تا پیش از انقلاب ۱۳۵۷ ایران به عنوان دانشیار دانشکده هنرهای زیبای دانشگاه تهران مشغول به کار شد و بین سال‌های ۱۳۴۱ تا ۱۳۴۷ ریاست دوره‌ای این دانشکده را برعهده گرفت. از فعالیت‌های او در این دوره تأسیس سه رشته شهرسازی، هنرهای نمایشی (مانند تئاتر) و موسیقی بود. او همچنین سعی در تربیت دانشجویان به فرهنگ و تاریخ ایران با تشویق و بردن آن‌ها به نقاط مختلف ایران می‌کرد.
سیحون در طول سال‌های فعالیت خود عضو شورای ملی باستان‌شناسی، شورای عالی شهرسازی، شورای مرکزی تمام دانشگاه‌های ایران و کمیته بین‌المللی ایکوموس (Icomos، وابسته به یونسکو پیش از انقلاب ۱۳۵۷) بوده و به مدت ۱۵ سال مسئولیت بازسازی بناهای تاریخی ایران را برعهده داشته است.
وی بیش از دو دهه در ونکوور کانادا زندگی کرد. او همچنین شهروند افتخاری فرانسه نیز بود.
او در اوایل دهه ۱۳۳۰ با یکی از دانشجویان خود به نام معصومه نوشین (معصومه سیحون) ازدواج کرد. معصومه نوشین نقاش و صاحب گالری سیحون در تهران بود. این زوج پس از ۲۳ سال از یکدگر جدا شدند. این زوج دارای دو فرزند به نام‌های مریم و نادر هستند.

## معماری
هوشنگ سیحون در سن ۲۳ سالگی نخستین اثر معماری خود بنای یادبود آرامگاه ابن سینا را طراحی کرد. از میان دیگر پروژه‌های طراحی و ساخته شده وی می‌توان به آرامگاه بزرگانی چون خیام، کمال‌الملک، ابن سینا، نادرشاه افشار و ده‌ها آرامگاه دیگر اشاره کرد.
وی همچنین طراح بنای «موزه توس» در سال ۱۳۴۷ و همچنین ساختمان مرکزی بانک سپه در میدان امام خمینی تهران، مجتمع آموزشی فرح، ساختمان‌های سازمان نقشه‌برداری کشور، کارخانه نخ‌ریسی کوروس اخوان، کارخانه آرد مرشدی، مجتمع آموزشی یاغچی آباد، سینما آسیا، سینما سانترال (سینما مرکزی)، کارخانه کانادا درای (زمزم کنونی) در تهران و اهواز، کارخانه یخ‌سازی کورس اخوان و حدود ۱۵۰ پروژه مسکونی خصوصی را بر عهده داشته است.

## دیدگاه سیحون در معماری
او در سبک معماری خود بیش از هر چیز منطق را در نظر می‌گرفت؛ زیرا عقیده داشت هیچ‌گاه هیچ چیز نباید بی منطق در معماری به کار برود. حتی کوچک‌ترین خط و کم‌ترین نقطه باید دلیل و معنی مخصوص به خود داشته باشند. او به تناسب اجزای طراحی و سادگی آن اهمیت زیادی می‌داد؛ زیرا حجم‌ها و تناسبات وقتی زیبا نباشند عوامل تزئینی، تأثیری در زیبایی آن نخواهند داشت. طراحی‌های سیحون از کاربری تبعیت می‌کردند.
او از طرح‌های بی‌معنی و بی‌مغز بیزار بود و عقیده داشت که حقیقت باید بی‌پرده در معماری خودنمایی کند. حتی اگر زننده باشد؛ زیرا حقیقت همیشه زیبایی و لطف مخصوص به خود را خواهد داشت. 

### دربارهٔ معماری اسلامی
سیحون معتقد است اصطلاح معماری اسلامی اصطلاحی نادرست است و در واقع آنچه به نام معماری اسلامی شناخته می‌شود، همان معماری و فنون معماری دورهٔ ساسانیان ایران است.

## بازسازی بناهای تاریخی

### آرامگاه فردوسی
طرح نخستین آرامگاه فردوسی توسط کریم طاهرزاده بهزاد (از اعضای انجمن آثار و مفاخر فرهنگی) ارائه شده بود که در سال ۱۳۱۳ خورشیدی به بهره‌برداری رسید. اما به علت ناآشنایی سازندگان به فنون آزمایش خاک، محاسبه نکردن دقیق و بی اطلاعی از وضعیت آب‌های زیرزمینی ناحیه طوس، ساختمان از همان نخستین سال‌ها، شروع به نشست کرد. هوشنگ سیحون در سال ۱۳۴۳ با حفظ طرح نخستین و الحاقات جدید، بنایی جدید را ساخت که طرح آن ارائه شده بود.

### آرامگاه ابن سینا
در سال ۱۳۲۴ طی برگزاری یک مسابقه معماری برای آرامگاه ابن سینا، با نظر مساعد آندره گدار و محسن فروغی، طرح هوشنگ سیحون به عنوان بهترین طرح مسابقه برگزیده شد. این طرح در سال ۱۳۲۶ به تصویب نهایی رسید. اما چون در آن زمان سیحون برای تکمیل تحصیلات خود، در پاریس به سر می‌برد در خرداد سال ۱۳۲۷ خورشیدی، طرح نهایی را (که در اصل پایان‌نامه او در پاریس بود) به انجمن آثار ملی فرستاد. 

آرامگاه بوعلی سینا ۱۳۳۰

### آرامگاهخیام
در مرداد ماه سال ۱۳۳۵ انجمن آثار ملی در نامه‌ای به سیحون نوشت که وضع بنای موجود آرامگاه خیام متناسب با شخصیت علمی و هنری خیام نیست و انجمن آثار ملی در نظر دارد در این مورد اقداماتی به عمل آورد. از سیحون خواسته شد، طرح و نقشه بس جدیدی متناسب با شخصیت خیام طراحی کند. سیحون و حسین جودت (ناظر انجمن آثار ملی)، پس از بازدید از مکان، در نامه‌ای به انجمن آثار ملی پیشنهاد جابجایی محل آرامگاه را دادند. 

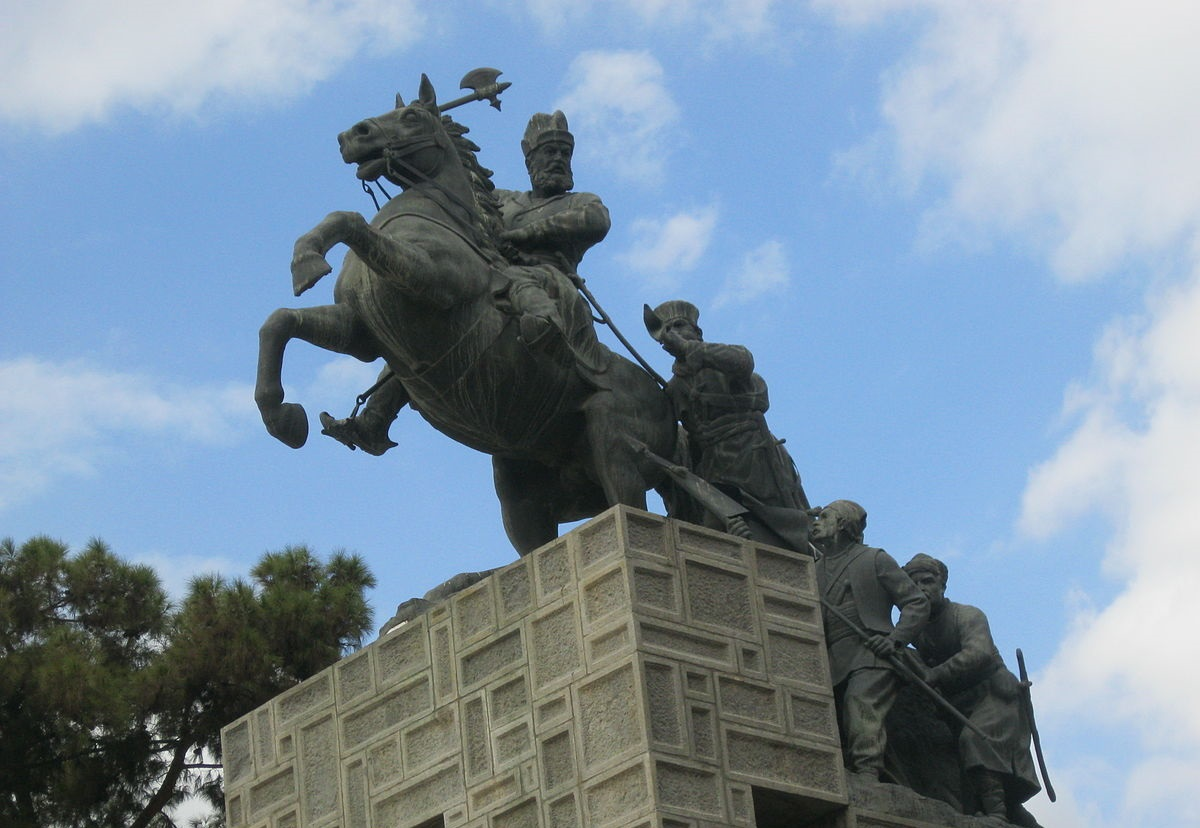
آرامگاه نادرشاه ۱۳۳۷

طرح پیش نهادی او در سال ۱۳۳۷ به دانشکده هنرهای زیبا دانشگاه تهران فرستاده شد. محسن فروغی رئیس دانشکده هنرهای زیبا در نامه‌ای به انجمن آثار ملی، طرح پیشنهادی سیحون را تأیید کرد. 

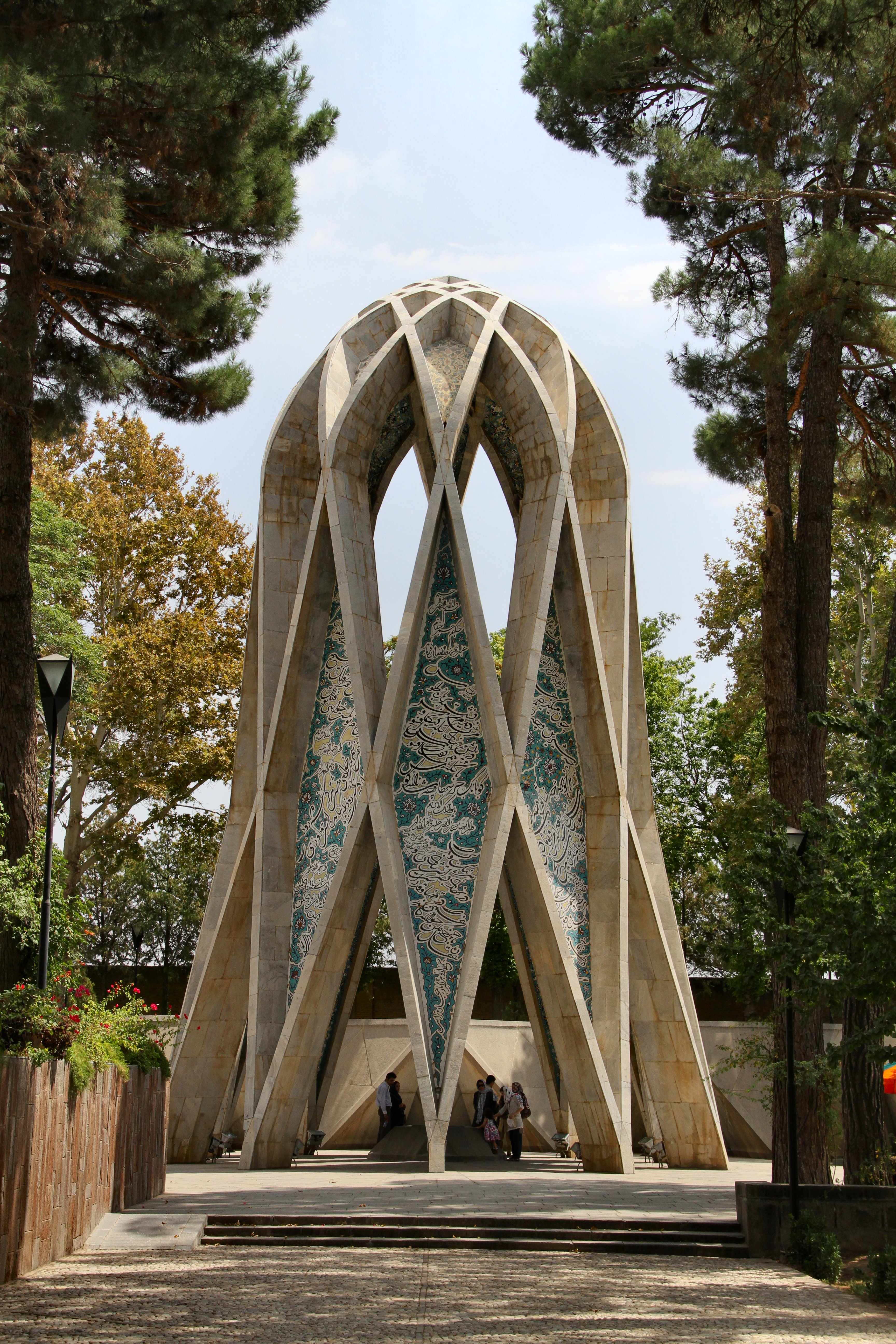
آرامگاه خیام ۱۳۴۱

## نقاشی و طراحی
سیحون در کنار معماری، به نقاشی از مناظر و روستاهای ایران می‌پرداخت و نمایشگاه‌هایی از آثار خود را، در ایران و در خارج از ایران برپا کرده است. آثار وی در نمایشگاهی در مؤسسه فناوری ماساچوست در سال ۱۹۷۲ در کنار آثار هنرمندانی چون پابلو پیکاسو و سالوادور دالی به نمایش درآمد. در این نمایشگاه تابلویی از «کلاف‌های خطی» را به نمایش گذاشت که در آن از خطوط موازی و پر پیچ و تابی استفاده کرده بود که یکدیگر را قطع نمی‌کردند.
دانشگاه‌هایی مثل مؤسسه فناوری ماساچوست، هاروارد، واشینگتن و برکلی مجموعه‌ای از نقاشی‌های او را گردآوری کرده و نگهداری می‌کنند.
از دیگر آثار او در زمینه نقاشی می‌توان به کلاغ پر، کنسرت و قلم و مرکب اشاره کرد.

## ماجرای دزدی از خانه او
در سال ۱۳۵۰ همه عکس‌ها و مدارک و آثار هنری که او در خانه خود داشته به‌طور مشکوکی دزدیده شد و این قضیه توسط سازمان اطلاعات و امنیت کشور پیگیری شد اما به سرانجام نرسید.

## درگذشت
وی در ساعت چهار و نیم صبح ۲۶ مه ۲۰۱۴ در بیمارستان ونکوور بر اثر پاره شدن رگ آئورت در سن ۹۳ سالگی درگذشت.

### آیین خاکسپاری
پیکر وی در بعد از ظهر روز شنبه ۷ ژوئن ۲۰۱۴، در تابوتی پوشیده در پرچم شیر و خورشید ایران و درفش کاویانی با مشتی از خاک ایران در آرامگاه موقتی در گورستان «فارست لان مموریال پارک» لس آنجلس به خاک سپرده شد. آیین بزرگداشت او همراه با پخش صدای آواز شهرام ناظری و همایون شجریان با حضور فرزندان و نوه‌هایش، خواهر و بستگان نزدیک او، شاگردان، دوستان و دوستداران وی و ایرانیان علاقه‌مند برگزار شد. 

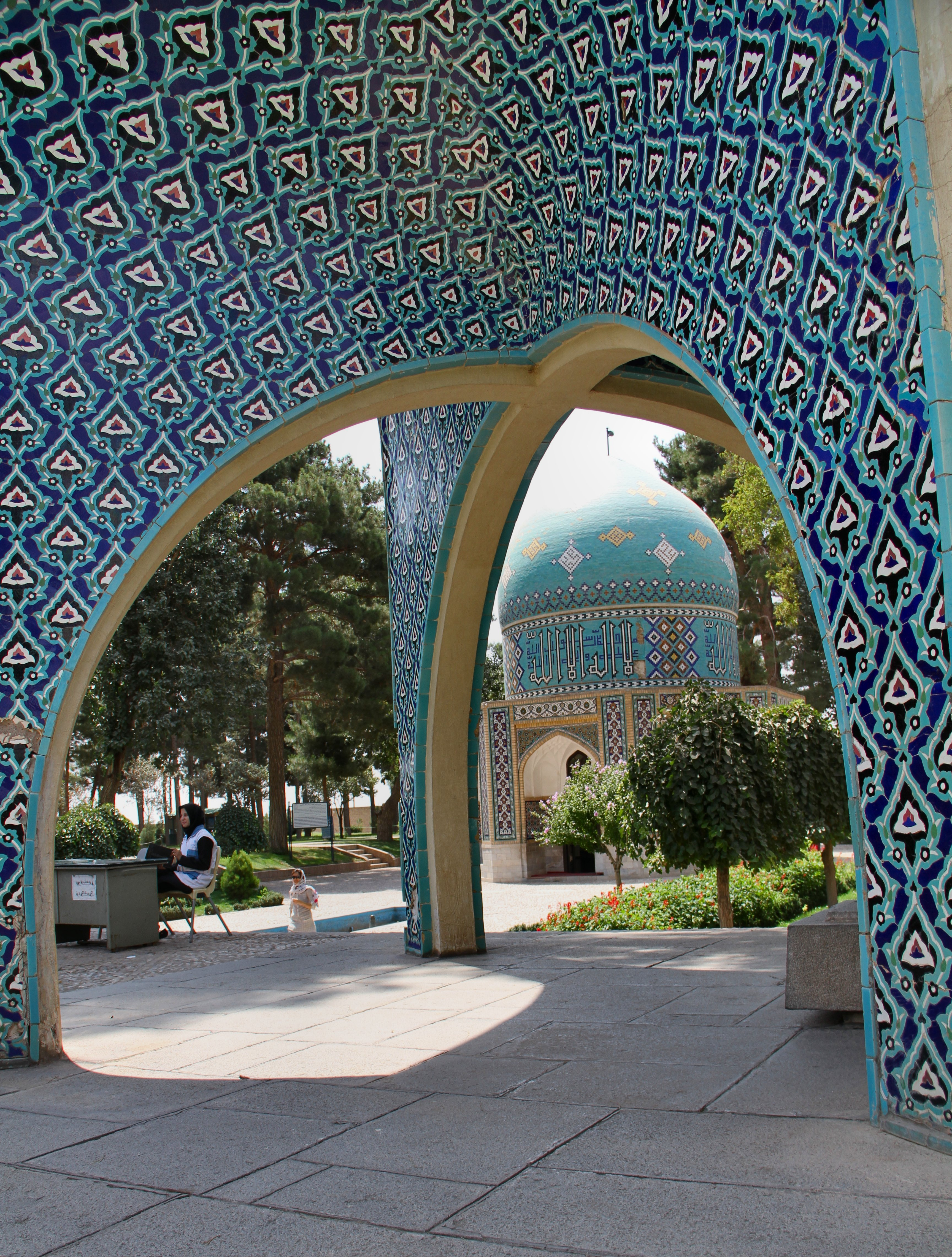
آرامگاه کمال‌الملک ۱۳۴۲

### وصیت‌نامه
سیحون در وصیت‌نامه خویش خواسته است تا بنیادی به نام او توسط فرزندانش مریم و نادر سیحون برای نگهداری از کلیه آثار نقاشی و طراحی او تأسیس شود و در شرایط مناسب در نهایت همه این آثار به موزه‌ای در ایران اهدا شوند.

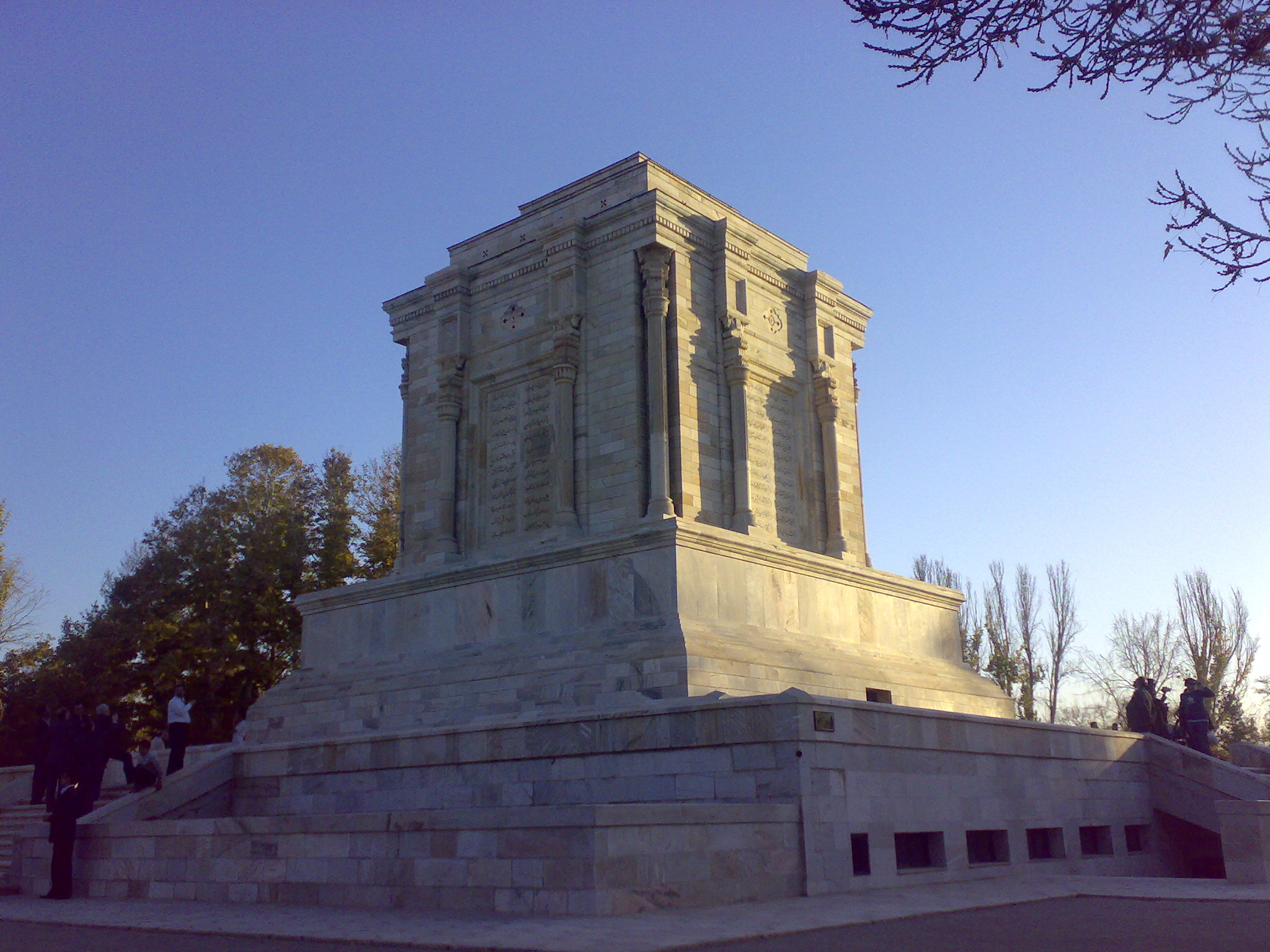
بازسازی و تعمیر آرامگاه فردوسی در طوس ۱۳۴۷

## آثار

### معماری‌های شاخص
- آرامگاه نادرشاه در مشهد
- آرامگاه کمال‌الملک در نیشابور
- آرامگاه بوعلی‌سینا در همدان (۱۳۳۰)
- آرامگاه خیام در نیشابور (۱۳۳۸)
- بازسازی و طراحی آرامگاه فردوسی در طوس بر پایه طرح پیشین، در سال ۱۳۴۷
- مقبره عباس میرزا و بعضی دولتمردان قاجار
- ساختمان بانک سپه در میدان توپخانه تهران
- بنای موزه توس (۱۳۴۷)
- مرکز فرهنگی یزد

آرامگاه احمد نی ریزی

### نوشتاری
- کتاب نگاهی به ایران (مجموعه‌ای از نقاشی‌های سیاه قلم) ۱۹۷۴ در پاریس. چاپ این کتاب باعث ایجاد رابطه او با امیرعباس هویدا شد.[۷]
- کتاب Houshang Seyhoun, Half a century of activities in the world of Art and Architecture (1998) زیر نظر خود او در ونکوور
- هوشنگ سیحون معمار هنرمند نقاش
- کتاب معماری سیحون
- کتاب نیم قرن آثار معماری و نقاشی سیحون

### نقاشی
- کلاغ پر
- کنسرت (Concerto)، رنگ روغن (۱۹۹۸)
- قلم و مرکب (۱۹۸۱)
- عضویت در کمیسیون مطالعه و طراحی نشان واره‌های اختصاصی (آرم و پرچم) شهرداری‌های ایران در دهه ۴۰ خورشیدی.